# Adam Pastor

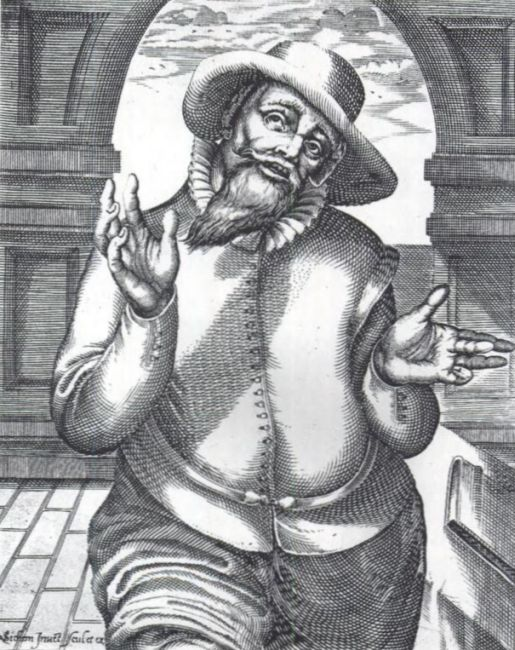
Adam Pastor: 17e-eeuws portret door een onbekende kunstenaar

Adam Pastor, pseudoniem van: Rudolf Martens, geboren na  1500 in Dörpen (Eemsland); overleden na 1560 in Überwasser, tegenwoordig een stadsdeel van Münster, was een unitaristische wederdoper en een vooraanstaand persoon in de kringen der mennonieten in het 16e-eeuwse Noord-Duitsland.

## Leven en werk
Adam Pastor werd tussen 1500 en 1510 in Dörpen in het Eemsland geboren. In 1531 werd hij rooms-katholiek pastoor in Aschendorf, tegenwoordig een stadsdeel van Papenburg. Waarschijnlijk beïnvloed door Jan Matthijs sloot Pastor zich korte tijd later aan bij de vroeg-protestantse beweging der Wederdopers. Na het mislukken van de anabaptistische opstand in Münster sloot Pastor zich aan bij de gematigde richting van het anabaptisme rond  Menno Simons en Dirk Philips. Hij werd een aanhanger van het spiritualisme in doperse kringen en huldigde pacifistische opvattingen. Pastor uitte scherpe kritiek op  het messianistische gedachtegoed van David Joris.
Reeds in 1542 werd Pastor benoemd tot een van vijf nieuwe leiders der mennonieten. Al spoedig raakte hij echter in conflict met Dirk Philips. Anders dan Philips huldigde Pastor steeds sterker unitaristische opvattingen, en wees al te strenge opvattingen over de ban af. Na in 1547 te Emden (Nedersaksen) en te Goch gehouden synoden, werd Pastor uiteindelijk door Dirk Philips in de ban gedaan. Pastors uitstoting was echter omstreden, zodat deze zijn activiteiten voortzette. Rondom hem vormde zich een factie, die naar hem Adamieten werd genoemd. Een disputatie met andere  mennonitische leiders in 1552 te Lübeck leverde geen verzoening op, en zo werd Pastor uiteindelijk geheel uitgestoten.
In zijn na 1552 uitgegeven boek Underscheit tusschen rechte Leer unde valsche Leer stelde Pastor de praktijken van de rooms-katholieke kerk, alsmede die van David Joris en zijn davidjoristen genoemde aanhangers aan de kaak. Pastor overleed tussen 1560 en 1570. Waar hij is overleden, is niet exact bekend. Naast Münster komt ook Emden daarvoor in aanmerking.

## Werken
- Underscheit tusschen rechte Leer unde valsche Leer, na 1552